# Portland State Vikings

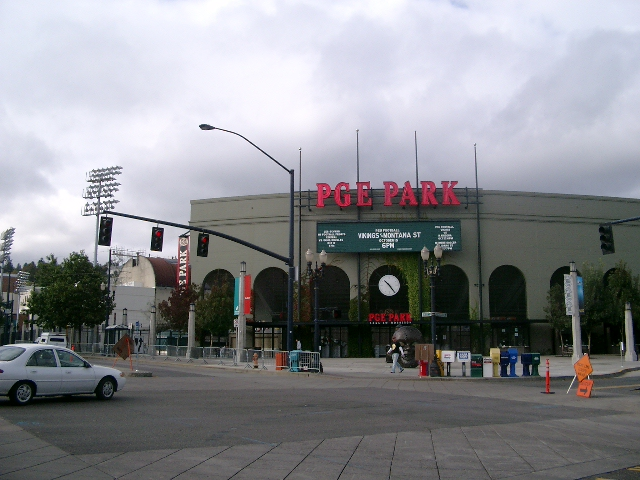
Providence Park.

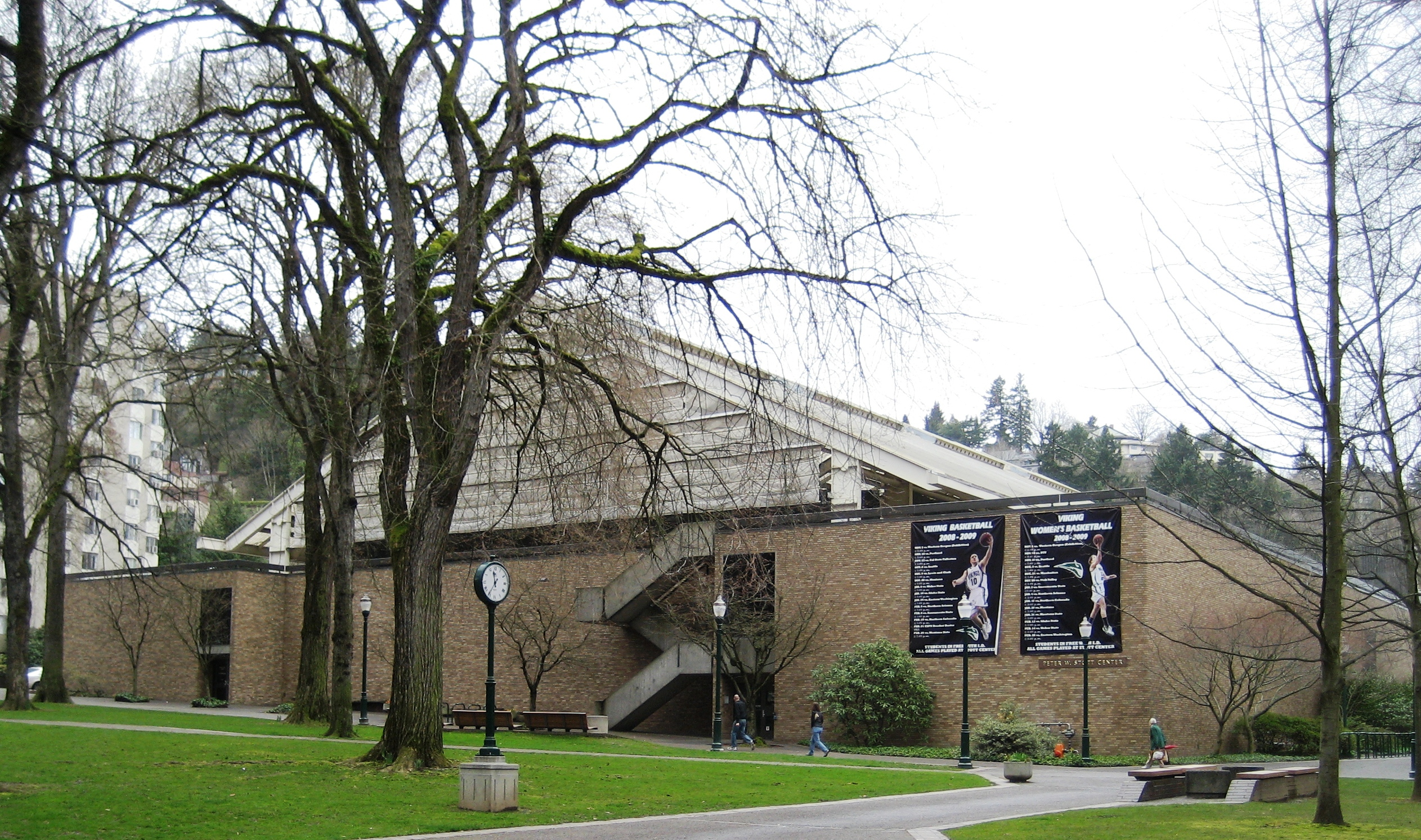
Stott Center.

Portland State Vikings (español: Vikingos de Portland State) es el equipo deportivo de la Universidad Estatal de Portland, situada en Portland, Oregón. Los equipos de los Vikings participan en las competiciones universitarias organizadas por la NCAA, y forma parte de la Big Sky Conference.

## Programa deportivo
Los Vikings participan en las siguientes modalidades deportivas:
| - Masculino - Baloncesto - Cross - Fútbol americano - Atletismo - Tenis | - Femenino - Baloncesto - Cross - Golf - Fútbol - Tenis - Atletismo - Voleibol |

## Títulos
Antes de unirse a la División I de la NCAA, los Vikings ganaron el título nacional de la División II de voleibol femenino y de lucha libre. Por otra parte, el equipo de fútbol americano ha sido dos veces finalista en 1989 y 1990, como también lo fue el equipo de baloncesto femenino en una ocasión. 